# 1975年太平洋颱風季
1975年太平洋颱風季泛指在1975年全年內的任何時間，於赤道以北及國際換日線以西的太平洋水域，以及南中國海所產生的熱帶氣旋。雖然有關方面並沒有設下本颱風季的指定期限，但大部份於西北太平洋的熱帶氣旋通常都會於五月至十二月期間形成。
本條目的範圍僅侷限於赤道以北及國際換日線以西的太平洋及南海的水域。於赤道以北及國際換日線以東的太平洋水域產生的風暴則被稱為颶風，並被列入1975年太平洋颶風季。
以下各熱帶氣旋資訊以熱帶氣旋存在期間的最強形態為準。

## 已被國際命名的熱帶氣旋

### 颱風露娜 (Lola)
PAGASA:Auring

### 颱風蓮娜 (Nina)
PAGASA:Bebeng
7月29日，一個熱帶擾動在菲律賓海的一道槽線內生成，翌日即加強為熱帶低氣壓04W和向西南移動。7月31日，該熱帶低氣壓移動速度減慢，及後開始急劇增強為熱帶風暴和轉向西北移動，獲命名為「蓮娜」。由於一個副熱帶高壓阻礙妮娜再往北轉向，所以它在8月1日增強為颱風後，便採取西北偏西繼續移動。
蓮娜於8月2日再作爆發性增強，偵察機報告表示蓮娜的中心氣壓一日之內下降了65百帕斯卡；風力也從65節（75英里每小時、120公里每小時）躍升至130節（150英里每小時、241公里每小時），晚上時分更達致巔峰強度135節（155英里每小時、250公里每小時）。8月3日正午，它以100節（115英里每小時、185公里每小時）的風力在台灣花蓮市附近登陸。
蓮娜登陸後受中央山脈影響威力減弱，並於下午4時左右由台中港附近出海，進入台灣海峽。8月4日，蓮娜在福建晉江登陸，之後繼續向西北方向前進，跨越江西、湖南兩省，翌日在湖南常德附近突然轉向，北渡長江直入河南。往後三日，它先後經過泌陽和駐馬店等地。在這裡受到南下的冷空氣影響，加上河南山區的地形因素，冷空氣與妮娜的水氣發生了劇烈的垂直運動，造成歷史罕見的特大暴雨，最終引致板橋水庫等62座水庫潰壩。8月8日，蓮娜轉向西南移動，不久後消散。

### 颱風奧娜 (Ora)
PAGASA:Diding

### 颱風菲利斯 (Phyllis)
PAGASA:Etang

### 熱帶風暴維奧娜 (Viola)
PAGASA:Gening

### 颱風愛麗斯 (Alice)
PAGASA:Herming

### 颱風比蒂 (Betty)
PAGASA:Ising

### 颱風柯娜 (Cora)
PAGASA:Luding

### 颱風愛茜 (Elsie)
PAGASA:Mameng
1975年10月9日，一熱帶低氣壓在關島西南偏西約740公里處形成，向西北偏西移動，並在10月10日加強為一強烈熱帶風暴，命名為愛茜。10月11日，愛茜加強成一颱風，並在之後一天內爆發性加強，其中心風速氣壓在24小時內下降69百帕斯卡至900百帕斯卡；中心風速則增加至每小時約240公里。隨後愛茜橫過巴士海峽進入南中國海。其強度有所減弱，最高風速約為每小時205公里，環流直為555公里。進入南中國海以後，愛茜受向西伸展之熱帶副高引導，轉向較偏西方向移動，橫過南中國海北部。

### 熱帶風暴嘉麗絲 (Grace)
PAGASA:Oniang

### 熱帶風暴凱倫 (Helen)
PAGASA:Pepang

### 颱風琴茵 (June)
PAGASA:Rosing

## 未被國際命名的熱帶氣旋
除了被日本氣象廳命名的熱帶氣旋外，還有一些沒被命名的熱帶低氣壓和被聯合颱風警報中心認為是熱帶風暴的熱帶氣旋。

### 熱帶低氣壓05W
PAGASA:Katring

### 熱帶低氣壓
8月10日凌晨5時於南海中部生成，香港天文台及澳門氣象局先後升格為熱帶低氣壓，後兩度登陸海南島南部，再於8月14日凌晨在香港西部。兩地氣象部門曾兩度懸掛熱帶氣旋警告信號。

### 熱帶低氣壓18W
PAGASA:Neneng

### 熱帶低氣壓24W
PAGASA:Sisang

## 熱帶氣旋名單
| - Agnes - Bonnie - Carmen - Della - Elaine - Faye - Gloria - Hester - Irma - Judy - Kit - Lola 1W - Mamie 3W - Nina 4W - Ora 6W - Phyllis 7Ws - Rita 8W - Susan 9W - Tess 10W - Viola 11W - Winnie 12W | - Alice 13W - Betty 14W - Cora 15W - Doris 16W - Elsie 17W - Flossie 19W - Grace 20W - Helen 21W - Ida 22W - June 23W - Kathy - Lorna - Marie - Nancy - Olga - Pamela - Ruby - Sally - Therese - Violet - Wilda | - Anita - Billie - Clara - Dot - Ellen - Fran - Georgia - Hope - Iris - Joan - Kate - Louise - Marge - Nora - Opal - Patsy - Ruth - Sarah - Thelma - Vera - Wanda | - Amy - Babe - Carla - Dinah - Emma - Freda - Gilda - Harriet - Ivy - Jean - Kim - Lucy - Mary - Nadine - Olive - Polly - Rose - Shirley - Trix - Virginia - Wendy |